# 卡斯特雷洛多瓦尔
卡斯特雷洛多瓦尔，是西班牙加利西亚自治区奥伦塞省的一个市镇。总面积122平方公里，总人口1284人（2001年），人口密度11人/平方公里。